# 3 Doors Down
3 Doors Down — американская рок-группа, основанная в Эскатаупе (штат Миссисипи) в 1996 году Брэдом Арнольдом (вокал и барабаны), Мэттом Робертсом (гитара) и Тоддом Харреллом (бас). После успеха песни «Kryptonite» группа подписала контракт с Universal Records. Их альбомы разошлись тиражом свыше 20 миллионов копий в мире после их дебютного альбома «The Better Life», выпущенного в 2000 году.

## История

### Формирование и ранние годы (1996—1998)
Группа изначально состояла из Брэда Арнольда (вокал/ударные), Тодда Харрела (бас-гитара) и Мэтта Робертса (гитара). Коллектив начал с туров за пределами своего родного города Эскатаупа. Во время одного из таких туров, в пути около Фоли (штат Алабама) музыканты и придумали своё нынешнее название. Когда они шли через город, то увидели здание, у которого на вывеске свалилось несколько букв, образовав тем самым надпись «Doors Down». Поскольку в тот момент группа состояла из трёх человек, они добавили цифру «3», получив в итоге «3 Doors Down». На обложке альбома Time of My Life, существует отсылка к оригинальному (3) и текущему (5) числу участников: на часах, изображённых на обложке, 3:05.
После двух лет выступлений Харелл попросил присоединиться к группе гитариста Криса Хендерсона. Вместе с ним музыканты записали демо-CD с несколькими песнями на Lincoln Recording в Паскагуле (штат Миссисипи). Группа передала свой диск CD на местную радиостанцию WCPR-FM, где стали проигрывать их песню «Kryptonite», занимавшую первую позицию в топе самых заказываемых песен у слушателей радиостанции в течение 15 недель. Директор радиостанции Фин Дэли отправил песню Биллу Макгэти, своему работодателю из In De Goot Entertainment. Было решено пригласить группу в Нью-Йорк, на выступление в клубе CBGB. Дэли в интервью HitQuarters говорил: «Однажды, когда они забрались на сцену, было видно что в их музыке есть нечто волшебное. Потому мы и подписали их». Таким образом успех 3 Doors Down на радио привёл их к их первому контракту с лейблом, которым стал Republic Records.

### Коммерческий успех,The Better LifeиAway from the Sun(1999—2004)
Первый альбом 3 Doors Down, The Better Life, был выпущен 8 февраля 2000 года. Продажи превысили 3’000’000 копий и таким образом релиз стал одиннадцатым в списке наиболее продаваемых альбомов года. Альбом шесть раз получил платиновую сертификацию, благодаря значительному вкладу синглов, «Kryptonite», «Loser», and «Duck and Run». Четвёртый сингл, «Be Like That», был перезаписан для фильма Американский пирог 2 в 2001 году, с альтернативным вариантом лирики в первых трёх предложениях. Эту версию также называют «The American Pie 2 Edit». Во время записи альбома, Брэд Арнольд, записал партии ударных и вокал. Однако для тура в поддержку The Better Life в группу взяли ударника Ричарда Лилса, а Арнольд целиком сосредоточился на вокале. Лилс ушёл из группы в конце 2001 года.
Второй альбом группы, Away from the Sun, вышел 12 ноября 2002 года, который разошёлся в количестве превышающем 4 миллиона экземпляров, включая 3 миллиона копий в США. Для записи ударных был приглашён Джош Фрис. Гитарист Rush Алекс Лайфсон спродюсировал пластинку и принял участие в записи трёх песен, «Dangerous Game», «Dead Love», и «Wasted Me», но лишь «Dangerous Game» попала на альбом. Группа нанимает барабанщика Дэниела Адэра для выступлений на туре в поддержку Away From the Sun. Он записывал партии ударных и на следующей студийной работе группы, и Адэр также снялся с группой в клипе, «When I’m Gone», съёмки которого происходили на авианосце George Washington.
В 2003, 3 Doors Down выпустили концертный EP Another 700 Miles', содержащий записями с концерта в Чикаго. Another 700 Miles стал золотым в США. Также EP содержал кавер на песню Lynyrd Skynyrd, «That Smell». В том же году, группа выступает на благотворительном концерте «3 Doors Down and Friends», ставшим затем ежегодным. В 2006 году доход с этого мероприятия был направлен на помощь жертвам урагана Катрина.

### Seventeen Daysи3 Doors Down(2005—2010)
Третий студийный альбом группы, Seventeen Days, вышел в 2005 году, и получил платиновую сертификацию. Синглы «Let Me Go» и «Behind Those Eyes» попали в музыкальные чарты. Также, в качестве синглов вышли, «Live for Today», «Landing in London», и «Here by Me» . Во время тура в поддержку Seventeen Days, группа выступала вместе с Lynyrd Skynyrd, вместе с которыми они были хэдлайнерами на многих фестивалях и концертах.
Позднее в 2005 году, группа издаёт концертный DVD Away from the Sun: Live from Houston, Texas. DVD был срежиссирован и спродюсирован в Academy Award, Алексом Гибели и Дугом Биро. На диск также попали песни с The Better Life и Away from the Sun, а также ранние версии «It’s Not Me» и «Father’s Son», которые позднее вышли на Seventeen Days.
В том же 2005 году Грег Апчерч, ранее игравший в Puddle of Mudd, заменил Дэниела Адэра, ушедшего в Nickelback..
20 мая 2008 года 3 Doors Down выпускают свой одноимённый альбом. Он дебютировал на первом месте Billboard 200, с 154,000 проданными копиями за первую неделю. Это второй релиз группы, который занял первое место и четвёртый попавший в первую десятку чарта. В поддержку альбома были выпущены синглы «It’s Not My Time», «Train», «Let Me Be Myself» и «Citizen/Soldier» (песня посвящённая национальной гвардии США). В 2009 году, 3 Doors Down, после The Soul Children в Chicago, выпускают песню «In the Presence of the Lord» на сборнике Oh Happy Day: An All-Star Music Celebration.
В 2009 году группа записала «рождественскую» песню, которую выпустила на одноимённом мини-альбоме «Where My Christmas Lives». Альбом начал распространяться через цифровую дистрибуцию с семью акустическим песнями. Шесть песен были с предыдущего альбома, а одна являлась акустической версией «Where my Christmas Lives».

### Time of My Life(2011—2013)
3 Doors Down выпускают свой пятый студийный альбом Time of My Life 19 июля 2011 года. Первый сингл «When You’re Young» вышел 10 января 2011 года и занял 81 в чарте US Billboard Hot 100. Второй сингл, «Every Time You Go», был опубликован 23 мая 2011 года. В июле группа отправляется в тур по США, Европе и Великобритании в поддержку. Альбом дебютировал на No. 3 в Billboard 200 с 59,800 проданными копиями за первую неделю. В начале мая 2012 года группа отправляется в 'Gang of Outlaws Tour', хэдлайнерами которого были ZZ Top.
23 мая 2012 года Мэтт Робертс сообщил, что покидает группу, чтобы заняться лечением. В тот же день Крис Хендерсон написал на своей странице в Twitter, что место гитариста займёт Чет Робертс, принимавший участие в предыдущем туре группы на концертах в Бразилии.
После того как «Gang of Outlaws» был завершён, группа сообщила, что отправляется в студию для записи нескольких новых песен, позднее вошедших в сборник Greatest Hits, изданный 19 ноября 2012 года. В последние дни тура Gang of Outlaws, группа выпустила песню «One Light» с The Greatest Hits. Позднее Крис Хендерсон сообщил что коллектив вернётся в студию что бы дозаписать оставшиеся песни. В конце 2012 группа приняла участие в небольшом шоу в Нью-Йорке. Группа выступает на Download Festival 2013 на сцене Zippo Encore. С конца 2012 года и по март 2013 года, 3 Doors Down отправляются в тур вместе с Daughtry в поддержку их третьего студийного альбома. Группа также выступает на Dubai Jazz Festival в феврале 2013 года.
20 апреля 2013 года басисту Тодду Харреллу были предъявлены обвинения в непредумышленном убийстве. В ночь 19 апреля в Нэшвилле (штат Теннесси) на трассе I-40 он превысил скорость и сбил 47-летнего Пола Ховарда Шулдера. 3 Doors Down отменили четыре выступления США в Апреле и Мае из-за уважения к семье погибшего. Судебные заседания были назначены на 28 и 29 мая, но в итоге были перенесены на 23 июня, по причине лечения Харрелла в реабилитационном центре. Группа продолжила тур только 31 мая, отыграв концерт в Москве, в КЗ Crocus City Hall. Европейский тур музыканты провели вместе с Prime Circle и Daughtry. 24 мая Тодда Харелла заменил Джастин Билтонен, гитарист группы «The Campaign 1984».

### Us and the Nightи смерть Мэтта Робертса (2014-настоящее время)
В январе Крис Хендерсон в интервью Phoenix New Times сообщил что новый альбом выйдет в 2014. Группа отыграла ряд концертов в рамках акустического турне по США «Songs from the Basement» . В феврале 2014 Tодд Харрелл получил два года за тот наезд в состоянии наркотического опьянения. В результате группа решила приостановить сотрудничество с Харреллом и продолжить тур с Джастином Билтоненом. Через несколько лет в октябре 2018 года Харрелл был приговорён к десяти годам лишения свободы за незаконное хранение оружия и наркотиков.
В июне Крис Хендерсон сообщил что альбом будет называться Us and the Night, а также сообщил что альбом выйдет осенью 2015 года. Затем издание перенесли на январь 2016 года. В итоге альбом вышел 11 марта 2016 года и получил неоднозначные оценки критиков.
20 августа 2016 года от передозировки умер гитарист группы, Мэтт Робертс.

## The Better Life Foundation
3 Doors Down организовали фонд The Better Life (TBLF) в 2003 году, с целью дать возможность жить лучше как можно большему количеству детей. Со времени своего основания TBLF поддерживает многие благотворительные организации, также он содействовал оказанию помощи пострадавшим от урагана Катрина.
Когда город Уэйвленд принял особенно сильный удар от урагана «Катрина», фонд приобрёл для города три машины полиции и одну для пожарных, чтобы помочь спасателям. Также, вместе с Wal-Mart, организация помогала в снабжении города. TBLF финансировал восстановление города.
3 Doors Down и The Better Life Foundation решили проводить ежегодное благотворительное шоу. В начале 2010 года, шоу проводится в отеле Horseshoe Hotel and Casino, Туника (штат Миссисипи). До 2010 года этот концерт проходил в Hard Rock Hotel and Casino в Билокси (штат Миссисипи). В дополнение к концерту, 3 Doors Down, существует аукцион, на котором распродаются многочисленные изделия от друзей-музыкантов, спортивные значки и прочее. В среднем каждый год продаётся шестьдесят предметов, а все доходы идут в фонд.
На благотворительном концерте выступали такие группы как Lynyrd Skynyrd, Shinedown, Alter Bridge, Staind, Hinder, Switchfoot, Tracy Lawrence, Сара Эванс, и другие. А на аукционе продавались гитара Пола Стэнли, на которой он играл во время прощального тура KISS, все четыре мотоцикла Roger Bourge, доступ к гоночный апартаментам Эрднхардта, NASCAR работы Брэда Дэйли, многочисленные подписные гитары и спортивные сувениры.

## Дискография
Студийные альбомы
- The Better Life (2000)
- Away from the Sun (2002)
- Seventeen Days (2005)
- 3 Doors Down (2008)
- Time of My Life (2011)
- Us and the Night (2016)
- Acoustic Back Porch Jam (2019)

## Состав
| Текущий состав - Брэд Арнольд — вокал (1996-настоящее время), ударные (1996—2000) - Крис Хендерсон — гитара (1998-настоящее время) - Грег Апчерч — ударные, перкуссия (2005-настоящее время) - Чет Робертс — гитара, бэк-вокал(2012-настоящее время) - Джастин Билтонен — бас-гитара (2013-настоящее время) Бывшие участники - Тодд Харелл — бас-гитара (1996—2013) - Мэтт Робертс — гитара, бэк-вокал (1996—2012) - Ричард Лилс — ударные, перкуссия, бэк-вокал (2000—2002) - Дэниел Адэр — ударные, перкуссия, бэк-вокал (2002—2005) | Сессионные музыканты - Джош Фирм — ударные и перкуссия на Away From the Sun - Рис Хопкинс — орган Хаммонда на Away From the Sun |